# Oscinella truncata
Oscinella truncata är en tvåvingeart som beskrevs av Curtis W. Sabrosky 1965. Oscinella truncata ingår i släktet Oscinella och familjen fritflugor. Inga underarter finns listade i Catalogue of Life.